# АЕС Гранд-Галф
Атомна станція Гранд Галф — діюча атомна електростанція з одним реактором GE BWR General Electric. Він розташований на 0,850 га., ділянка біля Порт-Гібсона, Міссісіпі. Місце вкрите лісом і містить два озера. Завод має 520-футову градирню з природною тягою.
Реактор Гранд Галф є найпотужнішим у США та сьомим за потужністю у світі з потужністю активної зони 4408 МВт·ч , що дає номінальний валовий вихід електроенергії близько 1500 МВт·е.
Гранд Галф управляється компанією Entergy, яка також володіє 90% станції через свою дочірню компанію System Energy Resources Inc. Інші 10% належать Cooperative Energy.

## Блоки 2 і 3
Поруч із діючою станцією Гранд Галф розташована незавершена бетонна конструкція, яка мала стати захисною оболонкою для блоку 2, двійника існуючого блоку 1. У грудні 1979 року, обтяжена витратами на будівництво, Entergy (тоді вона називалася Middle South Utilities) припинила роботи на енергоблоці 2.
22 вересня 2005 року було оголошено, що Гранд-Галф обрано місцем для реактора GE ESBWR. Додаткову інформацію див. у програмі «Ядерна енергетика 2010» . Це мав бути блок 3.
У 2007 році Комісія ядерного регулювання США (NRC) видала ранній дозвіл на розміщення (ESP) для Гранд-Галфа. У 2008 році Entergy і NuStart подали заявку на комбіновану ліцензію на будівництво та експлуатацію (COL) для потенційного нового ядерного блоку у Великій затоці.

## Навколишнє населення
Комісія з ядерного регулювання визначає дві зони планування на випадок надзвичайних ситуацій навколо атомних електростанцій: зону впливу шлейфу радіусом 16 км, пов’язане в першу чергу з впливом та вдиханням радіоактивного забруднення, що передається повітрям, і зоною ковтання приблизно 80 км, пов’язаних насамперед із прийомом їжі та рідини, забрудненої радіоактивністю.

## Сейсмічний ризик
Відповідно до дослідження NRC, опублікованого в серпні 2010 року, оцінка Комісії з ядерного регулювання щорічного ризику землетрусу, достатнього для того, щоб спричинити пошкодження активної зони реактора в Гранд-Галф, становила 1 з 83 333.

## Викид низьких рівнів тритію в річку Міссісіпі
Після сильних дощів наприкінці квітня 2011 року робітники перекачували стоячу воду, зібрану в покинутій, так і не завершеній будівлі турбіни блоку 2, у річку Міссісіпі. Детектори подали сигнал про наявність у воді тритію, і відкачування було припинено. Про випадковий викид повідомили в Департамент охорони здоров'я Міссісіпі та NRC. Станом на дати публікації новин було невідомо, скільки тритію потрапило в річку та як тритій накопичився в стоячій воді, враховуючи, що блок 2 не був діючим реактором і ніколи не був завершений. Невідомо, скільки тритію потрапило в річку, оскільки проби не брали під час витоку. NRC проводить розслідування, щоб знайти джерело витоку.

## Інформація про енергоблоки
| Енергоблок   | Тип реакторів  | Потужність | Потужність | Початок будівництва | Пуск       | Підключення до мережі | Введення в експлуатацію | Закриття |
| Енергоблок   | Тип реакторів  | Чистий     | Брутто     | Початок будівництва | Пуск       | Підключення до мережі | Введення в експлуатацію | Закриття |
| ------------ | -------------- | ---------- | ---------- | ------------------- | ---------- | --------------------- | ----------------------- | -------- |
| Гранд-Галф-1 | BWR-6 (Mark 3) | 1419 МВт   | 1500 МВт   | 04.05.1974          | 18.08.1982 | 20.10.1984            | 01.07.1985              | —        |